# Montaiguët-en-Forez
Montaiguët-en-Forez è un comune francese di 321 abitanti situato nel dipartimento dell'Allier della regione dell'Alvernia-Rodano-Alpi.

## Società

### Evoluzione demografica
Abitanti censiti